# Adam (abbé de Saint-Denis)
Pour les articles homonymes, voir Adam (homonymie).
Adam, mort le 19 février 1122, est abbé de l'abbaye de Saint-Denis de 1098 ou 1099 à 1122. Il coopère avec le roi de France Louis VI le Gros et conforte la position de Saint-Denis comme nécropole royale. Il est un adversaire de Pierre Abélard. Son rôle est minoré par son successeur, Suger.

## Biographie

### Abbé d'une abbaye importante

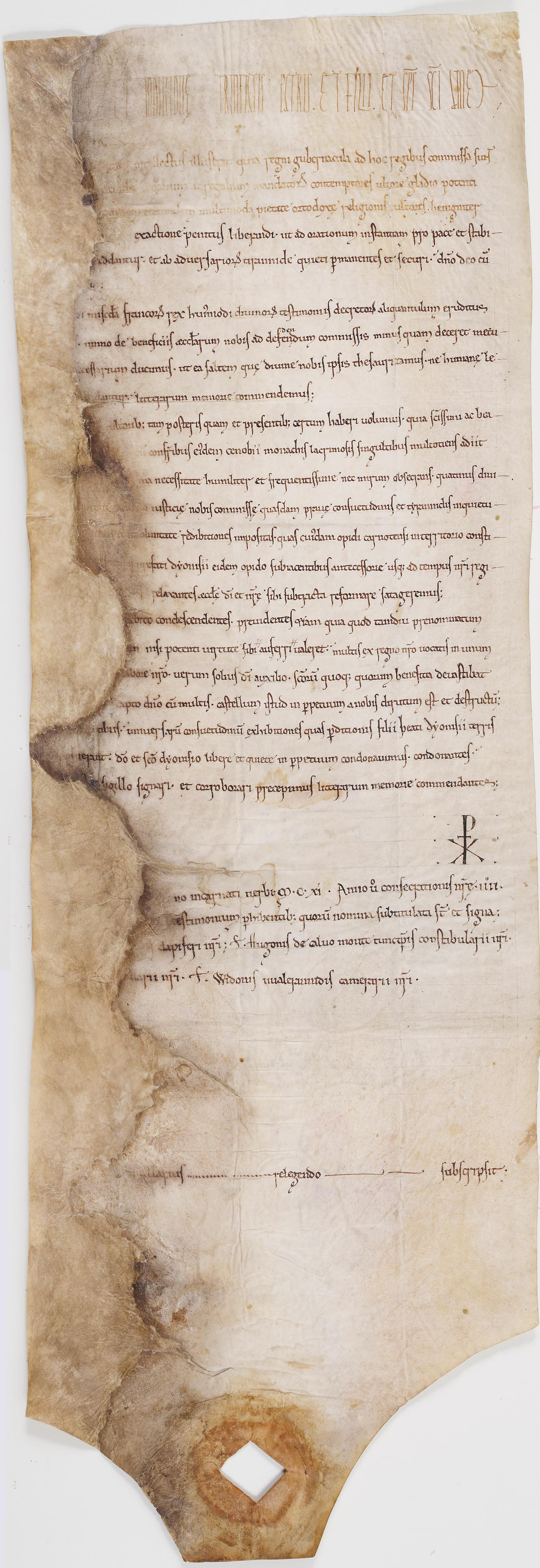
Diplôme de 1111 par lequel le roi Louis VI le Gros fait raser le château de Hugues III du Puiset et abolit les appropriations de ce seigneur sur les terres de l'abbaye de Saint-Denis.

Adam devient abbé de l'abbaye de Saint-Denis en 1098 ou 1099,. Son seul parent connu est un moine de l'abbaye Notre-Dame de Coulombs nommé Pierre. Il est possible qu'Adam ait été l'oncle de son futur successeur Suger, mais ce lien n'est pas prouvé. Comme le nom d'Adam est aussi attesté dans la famille de Garlande, on peut supposer que l'abbé Adam a un lien de parenté avec notamment l'évêque de Beauvais Étienne de Garlande.
Au printemps 1107, Adam assiste à la rencontre entre le pape Pascal II et le roi de France Philippe Ier, organisée dans son abbaye de Saint-Denis, ce qui montre l'importance de cette dernière. En mars 1112, Adam, accompagné de Suger, assiste un concile organisé au palais du Latran à Rome et consacré à la question des investitures.

### Abbé d'une nécropole royale
En 1108, le roi de France Philippe Ier est inhumé à l'abbaye de Saint-Benoît-sur-Loire, à sa demande. Il rompt avec la tradition instaurée par l'inhumation du roi Dagobert Ier en 639, qui fait de l'abbaye de Saint-Denis la sépulture principale des rois de France. En réaction à cette potentielle perte de position,, Adam décide la même année d'instaurer la célébration de l'anniversaire du roi Dagobert, considéré comme le fondateur du monastère et premier roi à l'avoir choisi comme lieu de sépulture,.
Cette célébration, chaque 19 janvier, mobilise des ressources importantes. Pour financer cet anniversaire, Adam prévoit d'utiliser les revenus des terres de l'abbaye à Berneval et entame un procès contre le prévôt de la ville de Berneval accusé d'usurpation,. Adam a confié la prévôté de Saint-Denis à Berneval à un moine prometteur, Suger, avant de le nommer en 1109 prévôt de Toury,,.
Vers 1108–1111, Adam fait commencer la rédaction des Historia regum Francorum, poursuivie par Suger, qui fera de Saint-Denis le centre de l'historiographie officielle de la France. En 1111 ou juste avant, Adam fait reconstruire le prieuré de Notre-Dame-des-Champs que l'abbaye possède à Essonnes. En 1113, Adam récupère pour l'abbaye de Saint-Denis des terres situées à Beaune-la-Rolande qui étaient auparavant aux mains du roi Louis VI le Gros. Adam collabore avec Louis VI pour maintenir sous l'obéissance de celui-ci les châtelains du domaine royal comme Bouchard IV de Montmorency et Hugues III du Puiset, ce qui est profitable pour son abbaye.
En 1120, Louis VI remet à l'abbé Adam la couronne de son père le roi Philippe Ier. Il confie ainsi à l'abbaye de Saint-Denis la garde des insignes royaux,. C'est une étape importante dans l'établissement définitif de Saint-Denis comme nécropole royale. Il s'agit aussi de contrebalancer le don d'une relique de la Vraie Croix fait à Notre-Dame de Paris.

### Adam et Abélard
En 1118, Adam accueille à Saint-Denis Pierre Abélard, qui s'y fait moine. Celui-ci critique l'abbé, qui selon lui, « ne tenait le premier rang entre tous que par la dissolution et l'infamie de ses mœurs »,,. Adam envoie alors Abélard dans un des prieurés dépendant de Saint-Denis, à Maisoncelles.
En 1122, Pierre Abélard, sans doute par vengeance, met en doute l'identité de saint Denis célébré à Saint-Denis avec Denys l'Aréopagite. Adam le menace d'un procès devant le roi,. L'affaire est interrompue par la mort d'Adam.

### Un rôle minoré par Suger
Adam meurt le 19 février 1122,,. Sa mort est pleurée par son successeur, Suger, qui considère l'abbé Adam comme son « père spirituel »,. 
Toutefois, Suger, dans ses écrits, ne met pas en valeur l'œuvre de son prédécesseur mais exalte la sienne propre. Il affirme que c'est sous son propre abbatiat, en 1124, que Louis VI a confié à l'abbaye de Saint-Denis la couronne du roi Philippe Ier, et il tait le rôle d'Adam dans la récupération par l'abbaye des revenus de Berneval et des terres de Beaune-la-Rolande et la reconstruction du prieuré de Notre-Dame-des-Champs.